# Dorota Katarzyna Sokołowska
Dorota Katarzyna Sokołowska (ur. 2 lutego 1968 w Zambrowie) – polska dziennikarka, pisarka i blogerka. Ukończyła studia na Wydziale Humanistycznym Uniwersytetu Warszawskiego, filia w Białymstoku (obecnie Uniwersytet w Białymstoku), zdobywając tytuł magistra filologii polskiej. 
Od 1 maja 1993 zawodowo związana jest z Polskim Radiem Białystok, gdzie jest wydawcą magazynu kulturalnego „Podróże po kulturze”, autorką programów promujących czytelnictwo,  autorką audycji dokumentalnych i reportaży. Inicjatorka corocznego konkursu literackiego „Gwiazdka z książką”. 
Od stycznia 2017 prowadzi bloga.

## Nagrody i wyróżnienia
- 2007: Nagroda od Prezydenta Białegostoku za upowszechnianie kultury[3];
- 2013: Nagroda od Marszałka Woj. Podlaskiego za ochronę dóbr kultury[4];
- 2013: Wyróżnienie za reportaż, nagroda PAP im. Ryszarda Kapuścińskiego;
- 2014: Nagroda główna w kategorii "Historia Regionalna", przyznawana w konkursie IPN[5] za audycję "Powstanie Styczniowe 150 lat później"[6];
- 2014: Laureatka konkursu Wojewódzkiego Ośrodka Animacji Kultury w konkursie „Tutaj jestem”[7];
- 2015: Odznaczona „PIK-owym Laurem 2015” za promocję czytelnictwa;
- 2015: Nagroda w kategorii „Dziennikarz Roku”, nagroda od Rady Programowej Polskiego Radia Białystok[8];
- 2018: Laureatka I nagrody w konkursie na reportaż prasowy „Narew. Ludzie. Przyroda. Kultura”[9].
- 2022: Stypendium Marszałka Województwa Podlaskiego - na program stypendialny:  „Mój dom. Artyści Podlasia” – cykl dziesięciu reportaży literackich[10].

## Publikacje
- 2015: Dźwiękoczułość, wyd. Wojewódzki Ośrodek Animacji Kultury w Białymstoku
- 2016: Bóg jest portem, wyd. Espirt[11].
- 2018: Dorota Sokołowska, Grzegorz Maculewicz, Sekrety Łomży i Ostrołęki, wyd. Księży Młyn